# Tvrdošín
Tvrdošín (in tedesco Turdoschin, in ungherese Turdossin, in polacco Twardoszyn) è una città della Slovacchia, capoluogo del distretto omonimo, nella regione di Žilina.
Ha dato i natali alla pittrice Mária Medvecká (1914-1987), a cui è dedicata la pinacoteca cittadina (Galéria Márie Medveckej), aperta nel 1979.

## Amministrazione

### Gemellaggi
- Kościelisko
- Sucha Beskidzka
- Kobylnica
- Limanowa
- Rabka-Zdrój
- Malá Morávka
- Durbuy
- Orimattila
- Östhammar
- Uusikaupunki
- Valga
- Valka
- Weißenburg in Bayern